# کوریدوراس زمردی
کوریدوراس زمردی (نام علمی: Corydoras splendens)، کت‌فیش زمردی یا گربه‌ماهی زمرد یک ماهی آب شیرین مناطق گرمسیری است که متعلق به زیر خانواده کوریدوراس‌ها از خانواده گربه‌ماهیان زره‌دار بومی حوزه آمازون در آمریکای جنوبی است. به‌طور سنتی به عنوان Brochis splendens شناخته می‌شود. عکس این ماهی بر روی یک تمبر در برزیل چاپ شده است.
این ماهی در آب‌هایی با جریان کند و پوشش گیاهی متراکم در امتداد سواحل ساکن است. طول این گونه به ۷٫۵ سانتیمتر (۳٫۰ اینچ) می‌رسد. در آب و هوای مناطق گرمسیری در آبی با پی‌اچ ۵٫۸ تا ۸٫۰، سختی آب بین ۲ تا ۳۰ و محدوده دمایی ۲۲ تا ۲۸ درجه سانتیگراد زندگی می‌کند. کوریدوراس زمرد از کرم‌ها، سخت‌پوستان کف بستر و لارو حشرات تغذیه می‌کند. در پوشش گیاهی متراکم تخم می‌گذارد و نر و ماده از تخم‌های خود محافظت نمی‌کنند. ماده در هر نوبت ۲ تا ۴ تخم بین باله‌های لگنی خود نگه می‌دارد و نر آنها را در مدت ۳۰ ثانیه بارور می‌کند. سپس ماده به یک نقطه مناسب شنا کرده و تخم‌ها را که چسبنده هستند را می‌چسباند. نر و ماده این فرایند را تا زمانی که حدود ۱۰۰ تخم بارور و چسبانده شوند، تکرار می‌کنند.

## در آکواریوم
کوریدوراس زمرد یک گونه شناخته‌شده در آکواریوم‌های آب شیرین است. این ماهی صلح‌جو است و می‌توان آن را در شرایطی مشابه با اکثر گونه‌های کوریدوراس نگهداری کرد. آنها خجالتی هستند و هنگامی که به صورت انفرادی نگهداری می‌شوند دچار ترس و استرس می‌شوند، بنابراین بهتر است در گروه‌های کوچک حداقل سه عددی و بیشتر نگهداری شوند. کف آکواریوم باید پوششی نرم و ظریف داشته باشد تا از آسیب به سبیلک‌های ماهی جلوگیری شود، همچنین باید خوب کاشته شود. تغذیه آنها دشوار نیست و تقریباً هر چیزی را می‌خورند، بویژه از کرم‌های زنده خیلی خوششان می‌آید. در یک آکواریوم با تنوع ماهی رفتاری اجتماعی و خوب داشته و به گیاهان آسیبی وارد نمی‌کند.